# Ray Busse
Pour les articles homonymes, voir Busse.
Raymond Edward Busse (né le 25 septembre 1948 à Daytona Beach, Floride, États-Unis) est un ancien joueur professionnel de baseball.
Il évolue dans la Ligue majeure de baseball comme joueur d'arrêt-court et de troisième but. En 68 matchs joués, il compile 23 coups sûrs dont deux coups de circuit, 9 points produits et 12 points marqués. Sa moyenne au bâton en carrière dans les majeures se chiffre à ,148.
Busse joue pour les Astros de Houston en 1971, les Cardinals de Saint-Louis en 1973, puis les Astros à nouveau en 1973 et 1974. Inutilisé par Houston en 1972, il est transféré à Saint-Louis en novembre de cette année-là. Les Astros font son acquisition à nouveau le 8 juin 1973, l'obtenant des Cardinals en échange de Stan Papi, lui aussi joueur de champ intérieur.